# OpenOffice.org
OpenOffice.org er en kontorpakke til automatiseret håndtering af arbejdsopgaver i et kontor.
Dette indbefatter blandt andet tekstbehandling igennem Writer, regneark igennem Calc, præsentationer igennem Impress (svarende til PowerPoint), billedbehandling igennem Draw og databaser igennem Base.
OpenOffice.org blev annonceret i sommeren 2000 og igangsat 13. oktober samme år med frigivelsen af den del af kildekoden til StarOffice koden, som Sun ejede.
Den først officielle udgave af OpenOffice.org blev frigivet 1. maj 2002, og den danske udgave blev frigivet 15 dage senere.
OpenOffice.org var blandt de største open source-projekter og var frigivet under licensen LGPL. Det havde også et dansk delprojekt: DA.OpenOffice.org, hvor oversættelse af program, hjælpefiler samt dokumentation var en af hovedopgaverne. Det kunne anvendes på de fleste operativsystemer (herunder Unix, Linux, Windows og Mac OS X) og var oversat til mange sprog, herunder dansk.
OpenOffice navnet blev i 2011 overdraget til Apache Foundation, som efterfølgende ikke har været i stand til at vedligeholde hverken kodebasen eller fællesskabet. de fleste frivillige bidragydere valgte at følge forgreningen LibreOffice. 

## Historie
Der fandtes en kommerciel forgænger til OpenOffice.org med navnet StarOffice som oprindeligt var udviklet af virksomheden StarDivision. De blev opkøbt i 1999 af Sun Microsystems som blev opkøbt i 2009 af Oracle Corporation som i 2011 valgte at stoppe den kommercielle udvikling af StarOffice og videregav projektet til Apache Foundations Incubator-projekt.
I 2010 blev The Document Foundation stiftet i Tyskland og man lavede en forgrening af den daværende version af OpenOffice.org som efterfølgende er blevet videreudviklet. De to varianter eksisterer nu på lige fod og er begge aktivt vedligeholdt.
| Version       | Release Date       | Description                     |
| ------------- | ------------------ | ------------------------------- |
| Build 638c    | oktober 2001       | Den første version              |
| 1.0           | 1. maj 2002        |                                 |
| 1.0.3.1       | 2. maj 2003        | Beregnet til Windows 95-brugere |
| 1.1           | 2. september 2003  |                                 |
| 1.1.1         | 30. marts 2004     |                                 |
| 1.1.3         | oktober 2004       |                                 |
| 1.1.4         | 22. december 2004  |                                 |
| 1.1.5         | 14. september 2005 |                                 |
| 1.1.5secpatch | 4. juli 2006       | Sikkerhedspatch og (makro)      |
| 2.0           | 20. oktober 2005   | Milepæl                         |
| 2.0.1         | 21. december 2005  |                                 |
| 2.0.2         | 8. marts 2006      |                                 |
| 2.0.3         | 29. juni 2006      |                                 |
| 2.0.4         | 13. oktober 2006   |                                 |
| 2.1.0         | 12. december 2006  |                                 |
| 2.2.0         | 28. marts 2007     |                                 |
| 2.3.0         | 20. april 2007     |                                 |
| 2.4.1         | 10. juni 2008      | Seneste stabile version         |

## Ophør og efterfølgere
I 2011 brød mange softwareudviklere uden for Oracle med OpenOffice.org-projektet og skabte i stedet fraspaltningen LibreOffice. Senere samme år opgav Oracle udviklingen og forærede rettighederne til Apache, se Apache OpenOffice.